# دونالد هيليارد
دونالد هيليارد (بالإنجليزية: Donald Hilliard)‏ هو رسام وكاتب أمريكي، ولد في 29 يونيو 1957 في إيست أورانج في الولايات المتحدة.

## وصلات خارجية
- الموقع الرسمي